# Dendropsophus padreluna
Dendropsophus padreluna là một loài ếch thuộc họ Nhái bén.
Đây là loài đặc hữu của Colombia.
Môi trường sống tự nhiên của chúng là đồng cỏ nhiệt đới hoặc cận nhiệt đới vùng đất cao, đầm lầy, đầm nước ngọt có nước theo mùa, vùng đồng cỏ, vườn nông thôn và ao.

## Hình ảnh

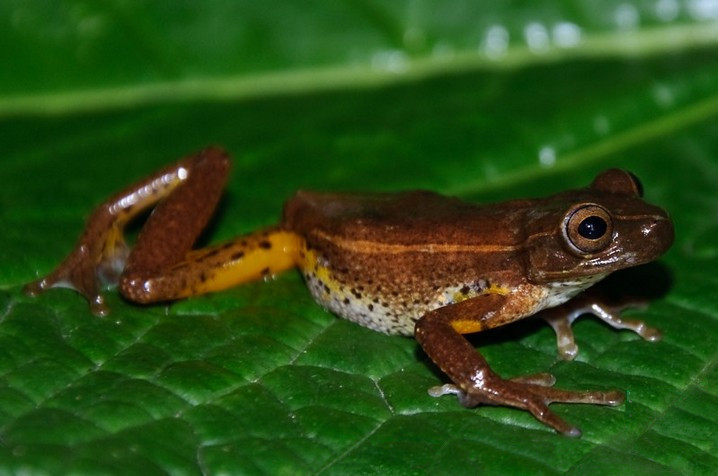